# European Society for Gynaecological Endoscopy
Die European Society for Gynaecological Endoscopy (ESGE) (deutsch: „Europäische Gesellschaft für gynäkologische Endoskopie“) ist eine in der belgischen Stadt Löwen niedergelassene medizinische Fachgesellschaft. Anliegen der 1994 gegründeten Non-Profit-Organisation ist die Förderung des fachlichen Austausches zwischen Forschern und Ärzten, die sich mit gynäkologischer Endoskopie und benachbarten Gebieten beschäftigen.
Typische Anwendungen der gynäkologischen Endoskopie sind Spiegelungen der Vagina, des Muttermundes (Kolposkopie), der Gebärmutter (Hysteroskopie) und der Milchgänge der weiblichen Brust (Duktoskopie), die zur Diagnostik, aber auch im Rahmen von minimalinvasiven Operationen eingesetzt werden.

## Organisation
Der Gesellschaft untersteht einem Kontrollgremium (Board of Directors), das zweimal jährlich zusammentritt, um die allgemeine Richtung der Aktivitäten festzulegen. Daneben gibt es ein ständiges Leitungsteam (Executive Board), das aus einem Präsidenten, einem President Elect und vier weiteren Managern besteht, die, zusammen mit dem zentralen Büro, für den alltägliche Betrieb der Gesellschaft verantwortlich sind. Weiteren, beratenden Einfluss hat das Advisory Board, ein aus 16 Mitgliedern bestehendes Gremium, das von den Mitgliedern der ESGE sowie von den Vertretern anderer Gesellschaften gewählt wird, die mit der ESGE auf die eine oder andere Weise verbunden sind.
Präsident des Executive Boards ist derzeit (2017) Rudy Leon De Wilde.

## Programm
Die ESGE versteht sich als Forum für den Austausch von klinischer Erfahrung, von wissenschaftlichen Überlegungen und von Forschungsbefunden. Darüber hinaus fördert sie die Forschung im Bereich der gynäkologischen Endoskopie, evaluiert die auf diesem Gebiet existierenden Techniken und spricht Empfehlungen für die Medizinerausbildung aus.

## Aktivitäten und Herausgeberschaft
Die ESGE bringt ihre Mitglieder alljährlich auf einem Kongress zusammen. 2014 und 2016 fand dieser in Brüssel statt, 2015 in Budapest, und der 26. Kongress fand vom 18. bis 21. Oktober 2017 in Antalya, Türkei statt.
Seit 2004 gibt die ESGE auch ein eigenes Fachjournal, Gynecological Surgery, heraus.

## Weitere Fachgesellschaften auf demselben Gebiet
Weitere Fachgesellschaften, die sich ebenfalls mit gynäkologischer Endoskopie beschäftigen, sind The British Society for Gynaecological Endoscopy, die im italienischen Bari ansässige International Society for Gynecologic Endoscopy (ISGE) und die Arbeitsgemeinschaft Gynäkologische Endoskopie (AGE).